# Bienal do Livro de Pernambuco

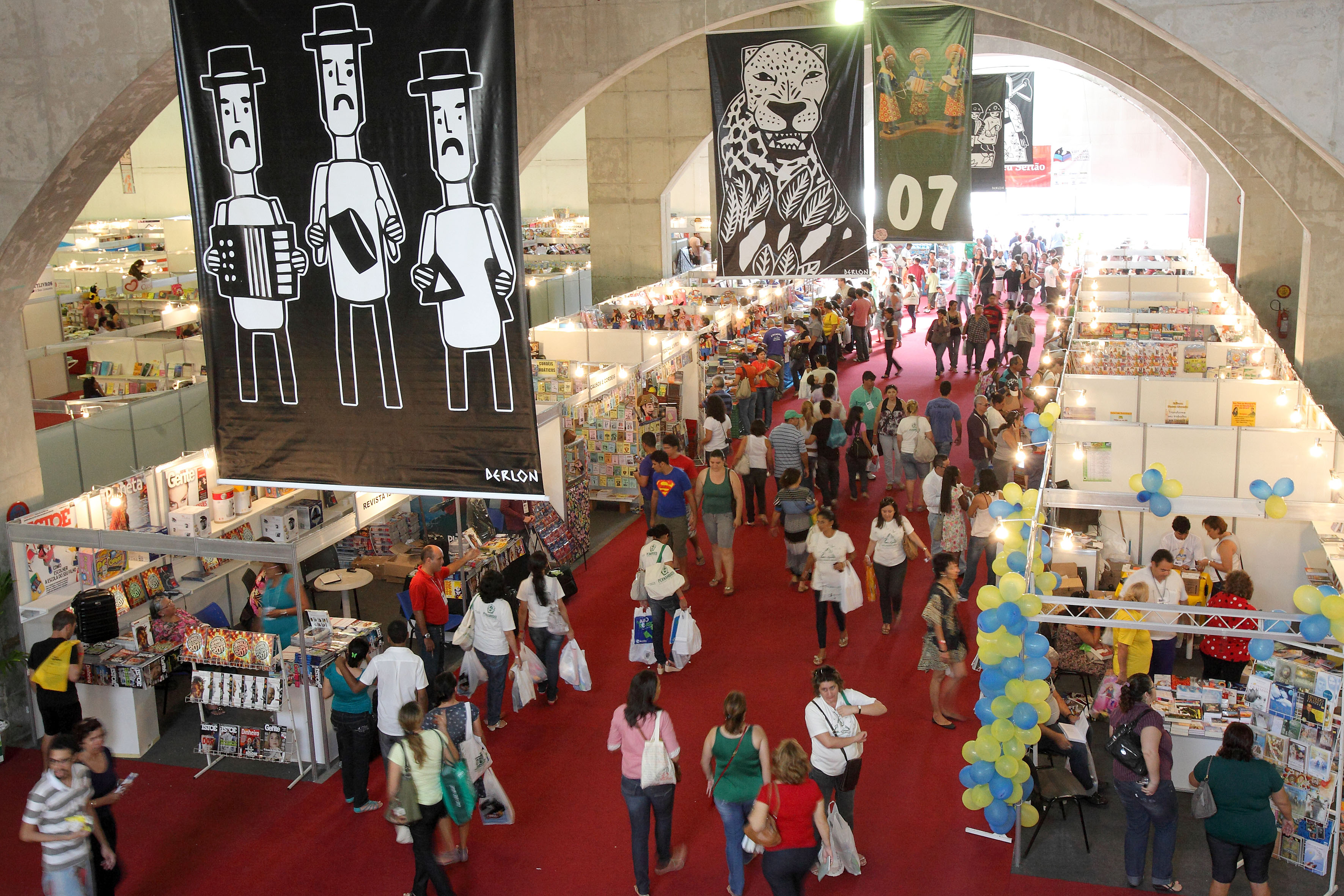
Segundo dia da VIII Bienal do Livro de Pernambuco em 2011

A Bienal do Livro de Pernambuco é um evento literário que ocorre a cada dois anos na cidade de Olinda desde 1995. Organizada pela empresa Cia de Eventos, atualmente em sua 10ª edição, a Bienal de Pernambuco reúne autores, editoras e distribuidoras em diversas atividades como lançamentos, palestras e oficinas. Este evento cultural é reconhecido nacionalmente e está na agenda oficial da cidade do Recife.

## A Bienal em números
- Mais de um milhão e meio de pessoas vieram, compraram, e se relacionaram com as marcas participantes nas bienais do livro de Pernambuco dos anos de 2009, 2011 e 2013.
- Em 2015, é esperado mais de R$40.000.000,00 em realizações de negócios na X Bienal Internacional do Livro de Pernambuco.